# وتکرا
وتکرا (به انگلیسی: Vatakara) یک زیستگاه انسانی در هند است که در Kozhikode district واقع شده‌است.

## نگارخانه

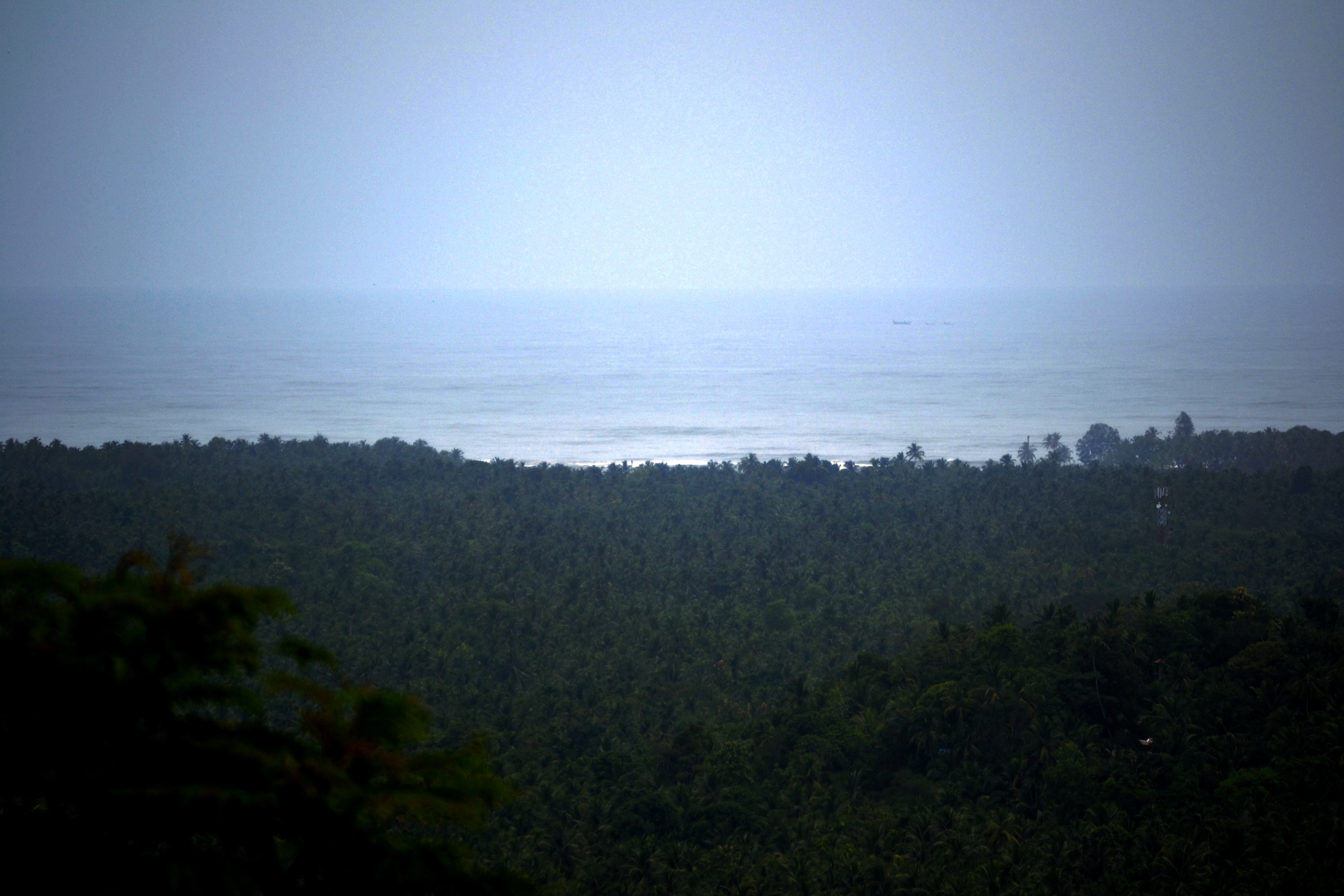

## خصوصیات
وتکرا ۷۵٬۲۹۵ نفر جمعیت دارد.